# Glamorgan
Glamorgan nebo také Glamorganshire (velšsky Morgannwg nebo Sir Forgannwg) bylo historické hrabství ve Walesu (do roku 1889) a následně administrativní hrabství (do 1974). V roce 1974 bylo rozděleno do tří samostatných hrabství: West Glamorgan, Mid Glamorgan a South Glamorgan. Původní hrabství se rozkládalo na jihu Walesu a na jeho území ležela největší velšská města Cardiff a Swansea. Nejvyšším vrcholem byl Craig y Llyn (600 m n. m.).